# 梅特勒-托利多

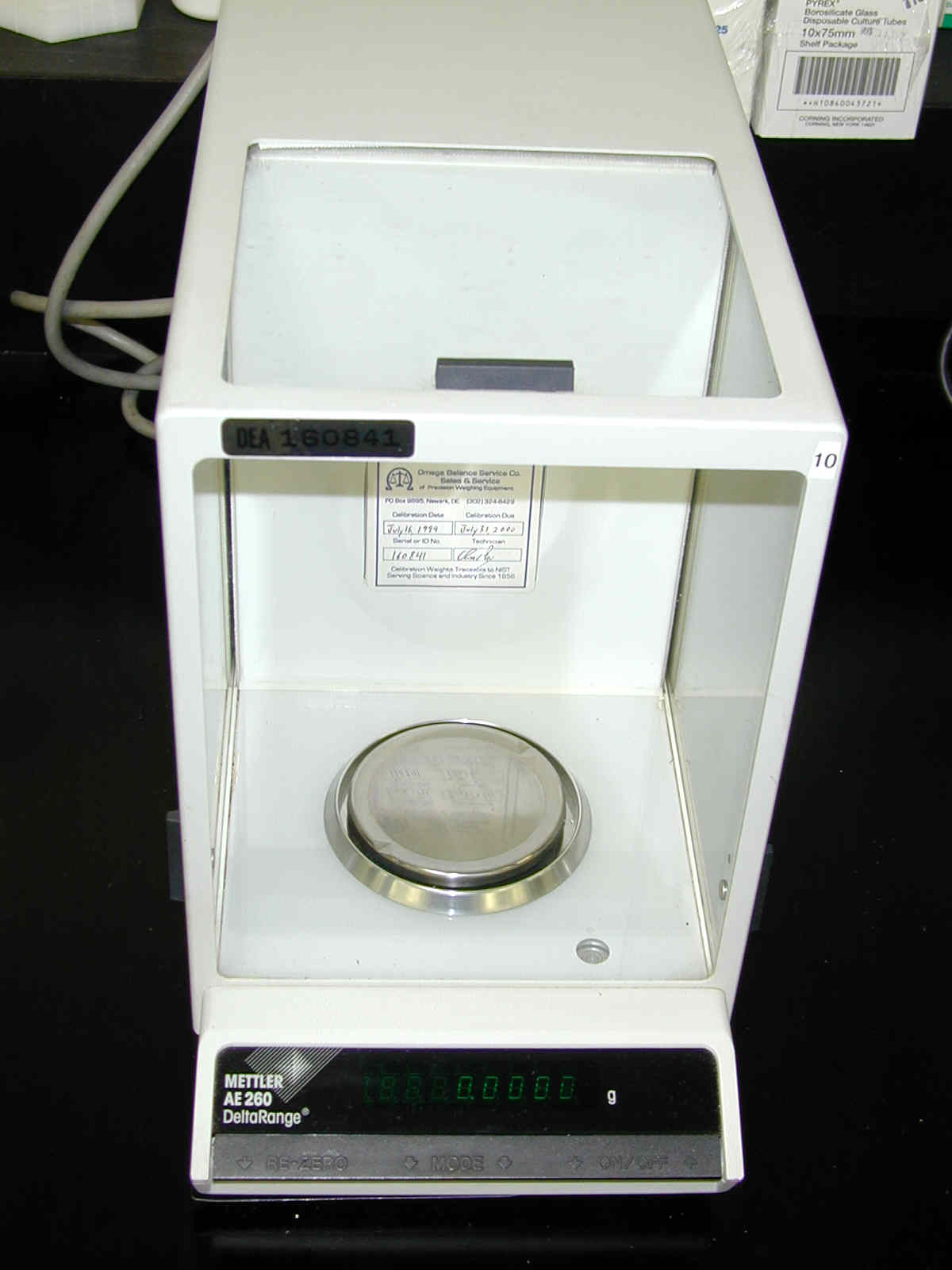
梅特勒分析天平

梅特勒-托利多（Mettler Toledo），是世界上最大的衡器和实验室仪器制造商、销售商。总部在瑞士苏黎世，在美国证券交易所上市。

## 簡介
1901年，亨利·托巴德创新推出了全球第一台具备全自动重量和价格显示的店铺秤，开创了托利多品牌，并发展为美国最大的工业及商业衡器制造商。1945年，厄哈德·梅特勒博士发明了令世界瞩目的首台单秤盘替代法天平；并在1973年，又隆重推出了世界上第一台全电子精密天平——PT1200，引发了全球天平的技术革命。1989年，梅特勒和托利多这两个行业领导者联姻，梅特勒-托利多品牌从此诞生。

## 中國分公司
梅特勒-托利多目前在中国有江苏常州、上海两个研发制造基地，共有26个办事处或分支机构。2006年的中国区销售额约合20亿人民币。在常州有MTCT及MTCZ两个工厂，產品包括工业衡器、商用衡器，同时为整个集团提供称重传感器。